# Bratronice, Strakonice
Bratronice là một làng thuộc huyện Strakonice, vùng Jihočeský, Cộng hòa Séc.